# Eublemma stictilinea
Eublemma stictilinea är en fjärilsart som beskrevs av George Francis Hampson 1910. Eublemma stictilinea ingår i släktet Eublemma och familjen nattflyn. Inga underarter finns listade i Catalogue of Life.